# Xavier Musquera
Xavier Musquera   (Barcelona, 26 de desembre de 1942 - Barcelona, 9 de desembre de 2009) fou un dibuixant de còmics, un expert en enigmes històrics i en societats secretes.

## Biografia
Xavier Musquera, neix a Barcelona, el 23 de desembre de 1942. Va publicar les seves primeres il·lustracions a l'edat de setze anys.
Va dibuixar per diverses editorials, Ediciones Toray i Editorial Ferma, entre d'altres. Per la revista Terror Fantàstic va realitzar la portada a tot color del número 15 del desembre de 1972, aquesta va ser l'única portada il·lustrada i a tot color, també l'any 1972, va col·laborar amb algunes il·lustracions interiors. D'altres portades, són les realitzades per la col·lecció de terror, Terror y Espanto d'Ediciones Dronte. Per la revista Cimoc i va dibuixar diversos còmics. Passats els setanta anys, encara continuava dibuixant i els seus últims treballs varen ser el 2009 per la revista Enigmas.
A l'àmbit literari, va publicar diversos llibres, alguns dels títols són: Ocultismo Medieval, El Secreto del pergamino o bé El despertar del hombre.
Xavier Musquera, signava els seus treballs amb: X. Musquera o bé Chriss, pel còmic eròtic.
Va morir el 9 de desembre de 2009.

## Obra i Personatges
Llistat de publicacions on Xavier Musquera, i va participar en part o en la seva totalitat.
| Anys      | Títol                      | Guionista       | Format           | Editorial             | Continuïtat | Notes                      |
| --------- | -------------------------- | --------------- | ---------------- | --------------------- | ----------- | -------------------------- |
| 1964      | Hazañas del Oeste          | Varis           | Quadern vertical | Ediciones Toray, S.A. | Serie       | Als números: 56, 167 i 183 |
| 1962      | Combate / Combate blindado | Richard War     | Quadern vertical | Editorial Ferma       | Sèrie       | Al número, 138             |
| 1966      | Extra Combate              | Ricky Dickinson | Quadern vertical | Editorial Ferma       | Sèrie       | Al número, 24              |
| 1963-1970 | Oeste                      | Alex Ringo      | Quadern vertical | Editorial Ferma       | Sèrie       | Al número, 122             |